# Hôtel de Jonc
L'Hôtel de Jonc est un monument historique situé à Orange dans le département français de Vaucluse en région Provence-Alpes-Côte d'Azur.

## Histoire
Le site est inscrit monument historique par arrêté du 13 septembre 1984.